# Älvdalens kommunala realskola
Älvdalens kommunala realskola var en kommunal realskola i Älvdalen verksam från 1950 till 1968.

## Historia
Skolan inrättades 1949 som en högre folkskola som 1950 ombildades till en kommunal mellanskola. Denna skola ombildades sedan 1 juli 1952 till en kommunal realskola.
Realexamen gavs från 1953 till 1968.
Folkskolan på Nästet användes av realsksolan och dess föregångare till 1955 då en nyuppförd skola i kyrkbyn användes.